# Leader nei touchdown su corsa per stagione nella National Football League

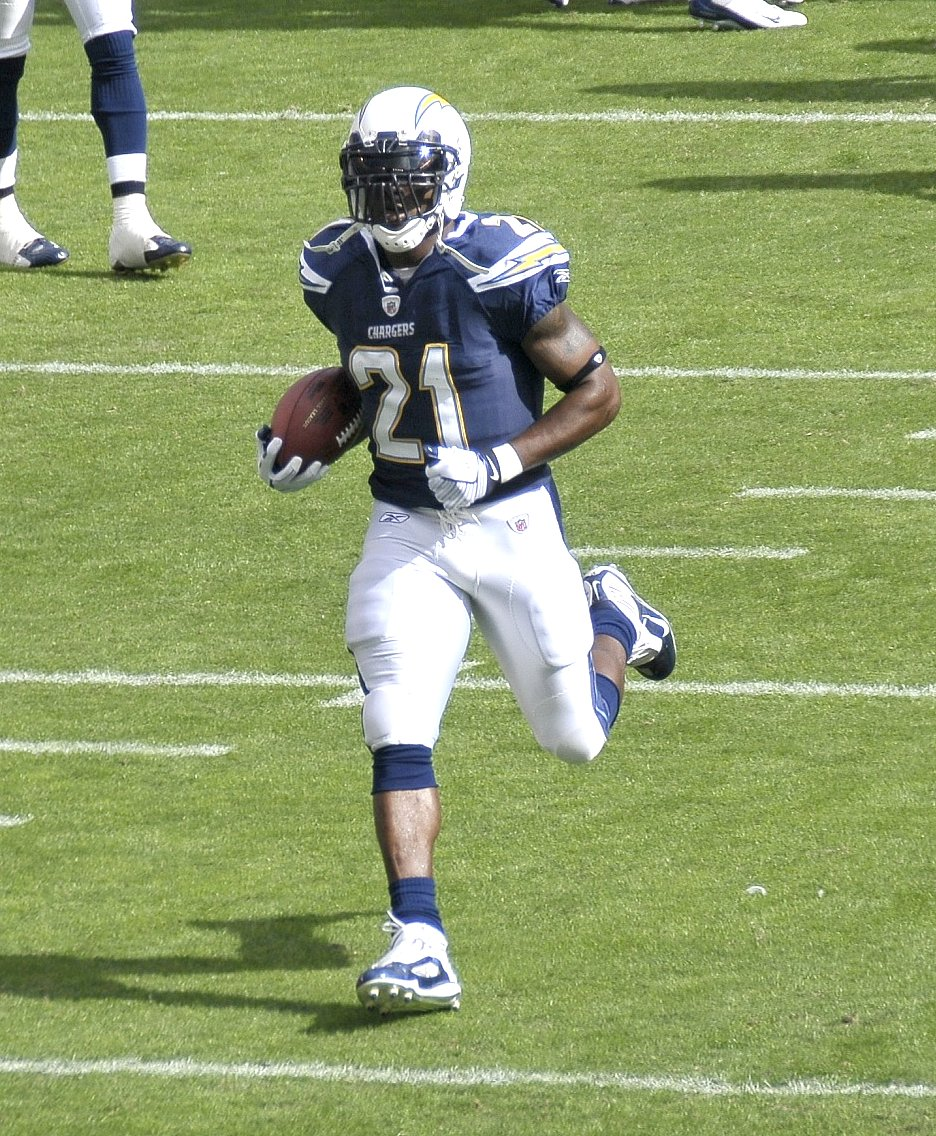
LaDainian Tomlinson detiene il record NFL con 28 TD su corsa nel 2006.

Quella che segue è la lista dei giocatori della National Football League che hanno guidato la lega alla fine della stagione regolare in touchdown su corsa.
La NFL iniziò a tenere traccia della statistica nel 1932, quando Bronko Nagurski dei Chicago Bears guidò la lega con 4 touchdown su corsa. Il record stagionale è stato stabilito nel 2006 da LaDainian Tomlinson con 28, mentre giocava per i San Diego Chargers. In precedenza, il primato apparteneva congiuntamente a Priest Holmes dei Kansas City Chiefs e Shaun Alexander dei Seattle Seahawks con 27, stabilito rispettivamente nel 2003 e 2005.
Jim Brown detiene il record per il maggior numero di vittorie stagionali di quella classifica, 5 (1957, 1958, 1959, 1963 e 1965). Dutch Clark fu il primo giocatore a guidare la lega in due stagioni consecutive (1936 e 1937). Steve Van Buren fu il primo in tre stagioni consecutive, dal 1947 a 1949, un'impresa poi pareggiata da Jim Brown (1957-1959) e Leroy Kelly (1966-1968). Marcus Allen è l'unico ad averlo fatto con due diverse squadre: nel 1982 con gli Oakland Raiders e nel 1993 coi Kansas City Chiefs.
Nel 1943, Bill Paschal fu il primo a segnare dieci touchdown in una stagione, mentre giocava con i New York Giants. Quaranta stagioni dopo, nel 1983, John Riggins, giocò la prima stagione da almeno 20 TD. Emmitt Smith  fu il primo con due stagioni consecutive da almeno 20 touchdown (1994 e 1995), venendo raggiunto da Priest Holmes nel 2003 e 2004.

## Lista

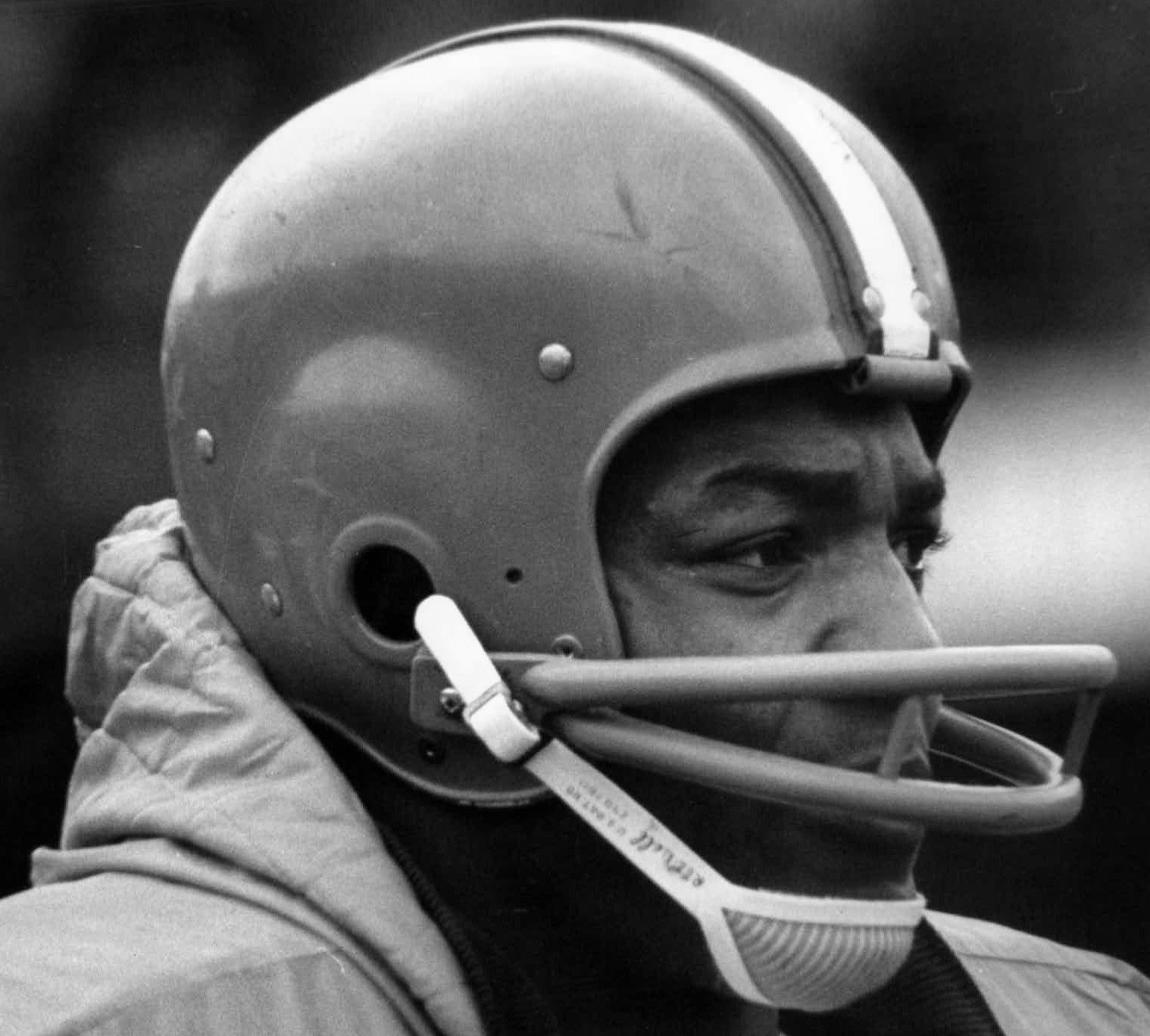
Jim Brown ha guidato la NFL per un record di 5 volte.

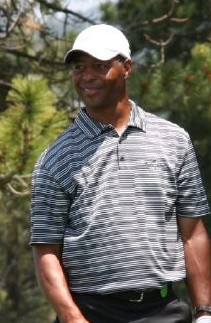
Marcus Allen, che guidò la lega nel 1982 e 1993, è l'unico ad esserci riuscito con due diverse squadre

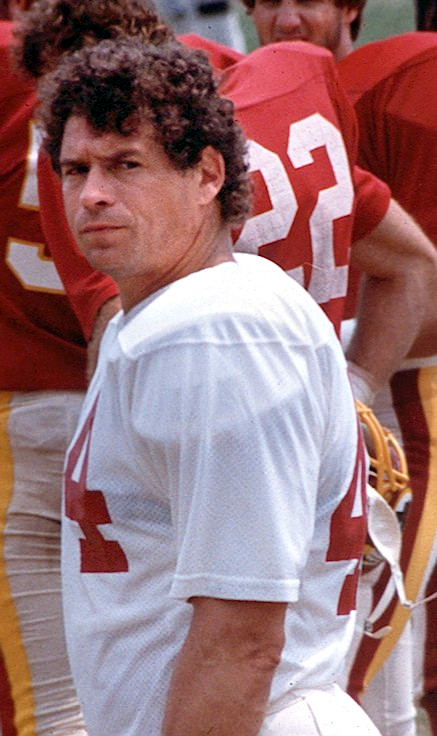
John Riggins guidò la lega nel 1983 per la prima volta con almeno 20 TD su corsa

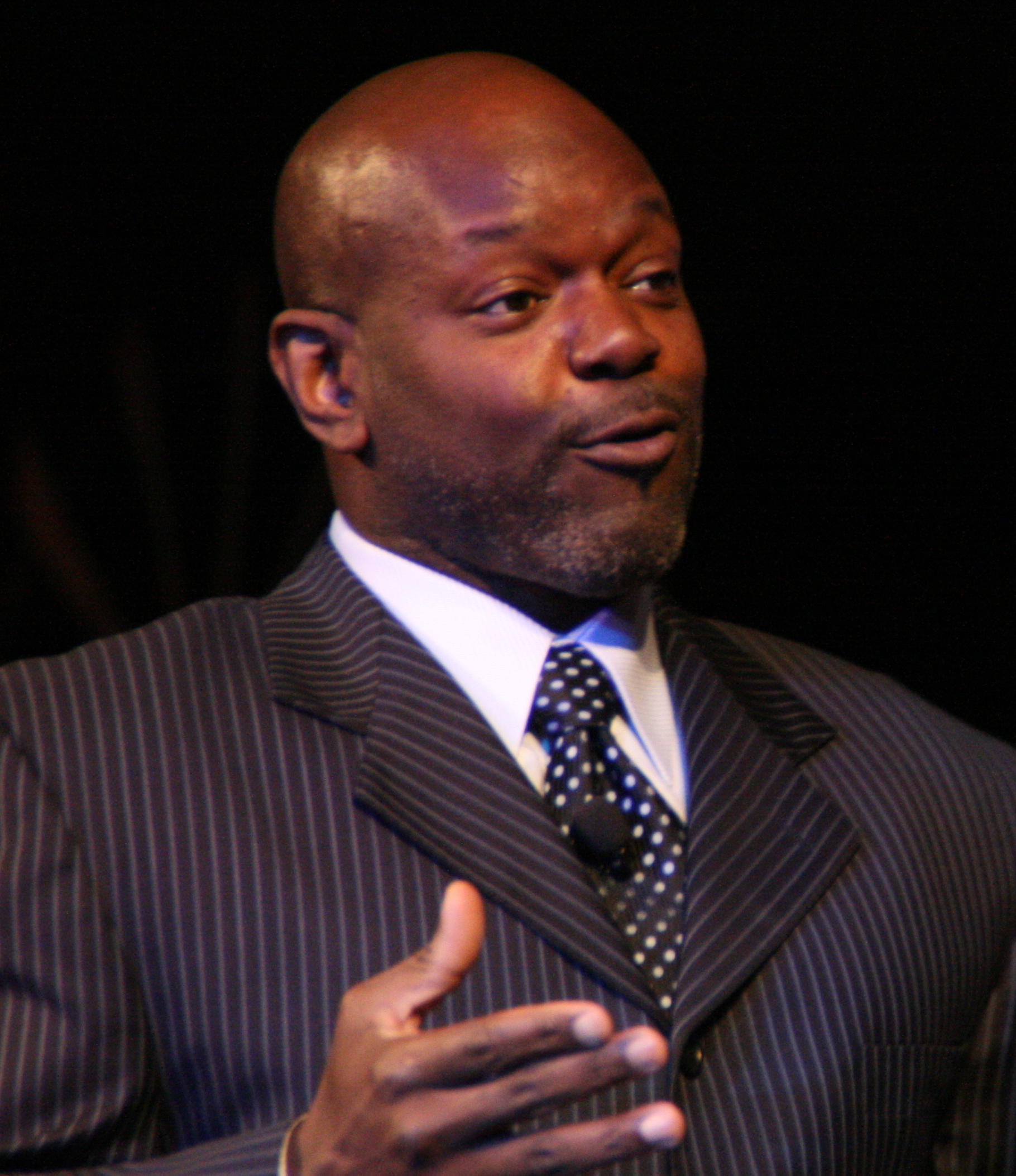
Emmitt Smith è stato il primo a segnare almeno 20 TD in due stagioni consecutive

| Anno | Giocatore                                                     | TD | Squadra                                                                  |
| ---- | ------------------------------------------------------------- | -- | ------------------------------------------------------------------------ |
| 1932 | Bronko Nagurski                                               | 4  | Chicago Bears                                                            |
| 1933 | Glenn Presnell                                                | 6  | Portsmouth Spartans                                                      |
| 1934 | Dutch Clark Beattie Feathers                                  | 8  | Detroit Lions Chicago Bears                                              |
| 1935 | Ernie Caddel                                                  | 6  | Detroit Lions                                                            |
| 1936 | Dutch Clark                                                   | 7  | Detroit Lions                                                            |
| 1937 | Cliff Battles Dutch Clark Clarke Hinkle                       | 5  | Washington Redskins Detroit Lions Green Bay Packers                      |
| 1938 | Andy Farkas                                                   | 6  | Washington Redskins                                                      |
| 1939 | Johnny Drake                                                  | 9  | Cleveland Rams                                                           |
| 1940 | Johnny Drake                                                  | 9  | Cleveland Rams                                                           |
| 1941 | Hugh Gallarneau                                               | 8  | Chicago Bears                                                            |
| 1942 | Gary Famiglietti                                              | 8  | Chicago Bears                                                            |
| 1943 | Bill Paschal                                                  | 10 | New York Giants                                                          |
| 1944 | Bill Paschal                                                  | 9  | New York Giants                                                          |
| 1945 | Steve Van Buren                                               | 15 | Philadelphia Eagles                                                      |
| 1946 | Ted Fritsch                                                   | 9  | Green Bay Packers                                                        |
| 1947 | Steve Van Buren                                               | 13 | Philadelphia Eagles                                                      |
| 1948 | Steve Van Buren                                               | 10 | Philadelphia Eagles                                                      |
| 1949 | Steve Van Buren                                               | 11 | Philadelphia Eagles                                                      |
| 1950 | Johnny Lujack                                                 | 11 | Chicago Bears                                                            |
| 1951 | Rob Goode                                                     | 9  | Washington Redskins                                                      |
| 1952 | Dan Towler                                                    | 10 | Los Angeles Rams                                                         |
| 1953 | Joe Perry                                                     | 10 | San Francisco 49ers                                                      |
| 1954 | Dan Towler                                                    | 11 | Los Angeles Rams                                                         |
| 1955 | Alan Ameche                                                   | 9  | Baltimore Colts                                                          |
| 1956 | Rick Casares                                                  | 12 | Chicago Bears                                                            |
| 1957 | Jim Brown                                                     | 9  | Cleveland Browns                                                         |
| 1958 | Jim Brown                                                     | 17 | Cleveland Browns                                                         |
| 1959 | Jim Brown                                                     | 14 | Cleveland Browns                                                         |
| 1960 | Paul Hornung                                                  | 13 | Green Bay Packers                                                        |
| 1961 | Jim Taylor                                                    | 15 | Green Bay Packers                                                        |
| 1962 | Jim Taylor                                                    | 19 | Green Bay Packers                                                        |
| 1963 | Jim Brown                                                     | 12 | Cleveland Browns                                                         |
| 1964 | Lenny Moore                                                   | 16 | Baltimore Colts                                                          |
| 1965 | Jim Brown                                                     | 17 | Cleveland Browns                                                         |
| 1966 | Leroy Kelly                                                   | 15 | Cleveland Browns                                                         |
| 1967 | Leroy Kelly                                                   | 11 | Cleveland Browns                                                         |
| 1968 | Leroy Kelly                                                   | 16 | Cleveland Browns                                                         |
| 1969 | Tom Matte                                                     | 11 | Baltimore Colts                                                          |
| 1970 | MacArthur Lane                                                | 11 | St. Louis Cardinals                                                      |
| 1971 | Duane Thomas                                                  | 11 | Dallas Cowboys                                                           |
| 1972 | Mercury Morris                                                | 12 | Miami Dolphins                                                           |
| 1973 | Floyd Little O.J. Simpson                                     | 12 | Denver Broncos Buffalo Bills                                             |
| 1974 | Tom Sullivan                                                  | 11 | Philadelphia Eagles                                                      |
| 1975 | Pete Banaszak O.J. Simpson                                    | 16 | Oakland Raiders Buffalo Bills                                            |
| 1976 | Franco Harris                                                 | 14 | Pittsburgh Steelers                                                      |
| 1977 | Walter Payton                                                 | 14 | Chicago Bears                                                            |
| 1978 | David Sims                                                    | 14 | Seattle Seahawks                                                         |
| 1979 | Earl Campbell                                                 | 19 | Houston Oilers                                                           |
| 1980 | Earl Campbell Billy Sims                                      | 13 | Houston Oilers Detroit Lions                                             |
| 1981 | Chuck Muncie                                                  | 19 | San Diego Chargers                                                       |
| 1982 | Marcus Allen                                                  | 11 | Oakland Raiders                                                          |
| 1983 | John Riggins                                                  | 24 | Washington Redskins                                                      |
| 1984 | Eric Dickerson John Riggins                                   | 14 | Los Angeles Rams Washington Redskins                                     |
| 1985 | Joe Morris                                                    | 21 | New York Giants                                                          |
| 1986 | George Rogers                                                 | 18 | Washington Redskins                                                      |
| 1987 | Johnny Hector Charles White                                   | 11 | New York Jets Los Angeles Rams                                           |
| 1988 | Greg Bell                                                     | 16 | Los Angeles Rams                                                         |
| 1989 | Greg Bell                                                     | 15 | Los Angeles Rams                                                         |
| 1990 | Derrick Fenner Cleveland Gary                                 | 14 | Seattle Seahawks Los Angeles Rams                                        |
| 1991 | Barry Sanders                                                 | 16 | Detroit Lions                                                            |
| 1992 | Emmitt Smith                                                  | 18 | Dallas Cowboys                                                           |
| 1993 | Marcus Allen                                                  | 12 | Kansas City Chiefs                                                       |
| 1994 | Emmitt Smith                                                  | 21 | Dallas Cowboys                                                           |
| 1995 | Emmitt Smith                                                  | 25 | Dallas Cowboys                                                           |
| 1996 | Terry Allen                                                   | 21 | Washington Redskins                                                      |
| 1997 | Karim Abdul-Jabbar Terrell Davis                              | 15 | Miami Dolphins Denver Broncos                                            |
| 1998 | Terrell Davis                                                 | 21 | Denver Broncos                                                           |
| 1999 | Stephen Davis                                                 | 17 | Washington Redskins                                                      |
| 2000 | Marshall Faulk                                                | 18 | St. Louis Rams                                                           |
| 2001 | Shaun Alexander                                               | 14 | Seattle Seahawks                                                         |
| 2002 | Priest Holmes                                                 | 21 | Kansas City Chiefs                                                       |
| 2003 | Priest Holmes                                                 | 27 | Kansas City Chiefs                                                       |
| 2004 | LaDainian Tomlinson                                           | 17 | San Diego Chargers                                                       |
| 2005 | Shaun Alexander                                               | 27 | Seattle Seahawks                                                         |
| 2006 | LaDainian Tomlinson                                           | 28 | San Diego Chargers                                                       |
| 2007 | LaDainian Tomlinson                                           | 15 | San Diego Chargers                                                       |
| 2008 | DeAngelo Williams                                             | 18 | Carolina Panthers                                                        |
| 2009 | Adrian Peterson                                               | 18 | Minnesota Vikings                                                        |
| 2010 | Arian Foster                                                  | 16 | Houston Texans                                                           |
| 2011 | LeSean McCoy                                                  | 17 | Philadelphia Eagles                                                      |
| 2012 | Arian Foster                                                  | 15 | Houston Texans                                                           |
| 2013 | Jamaal Charles Marshawn Lynch                                 | 12 | Kansas City Chiefs Seattle Seahawks                                      |
| 2014 | Marshawn Lynch DeMarco Murray                                 | 13 | Seattle Seahawks Dallas Cowboys                                          |
| 2015 | DeAngelo Williams Adrian Peterson Jeremy Hill Devonta Freeman | 11 | Pittsburgh Steelers Minnesota Vikings Cincinnati Bengals Atlanta Falcons |
| 2016 | LeGarrette Blount                                             | 18 | New England Patriots                                                     |
| 2017 | Todd Gurley                                                   | 13 | Los Angeles Rams                                                         |
| 2018 | Todd Gurley                                                   | 17 | Los Angeles Rams                                                         |
| 2019 | Derrick Henry Aaron Jones                                     | 16 | Tennessee Titans Green Bay Packers                                       |
| 2020 | Derrick Henry                                                 | 17 | Tennessee Titans                                                         |
| 2021 | Jonathan Taylor                                               | 18 | Indianapolis Colts                                                       |
| 2022 | Jamaal Williams                                               | 17 | Detroit Lions                                                            |
| 2023 | Raheem Mostert                                                | 18 | Miami Dolphins                                                           |
| 2024 | Derrick Henry Jahmyr Gibbs James Cook                         | 16 | Baltimore Ravens Detroit Lions Buffalo Bills                             |